# Kensington (Isola del Principe Edoardo)
Kensington è una città canadese situata nella contea di Prince, sull'Isola del Principe Edoardo. Si trova a 15 km (9,3 miglia) a nord-est della città di Summerside. Nel 2021, la sua popolazione era di 1.812 e sta registrando una rapida crescita grazie in parte a un centro commerciale di recente apertura.

## Storia
L'area era inizialmente conosciuta come Five Lanes End, poiché in quel punto convergevano le strade di cinque diverse comunità. Fu ribattezzata Barrett's Cross nel 1824 in onore di uno dei primi coloni che stabilì una locanda nella zona. Nel 1862, la città prese il nome di Kensington Palace a Londra e divenne una città dopo che la linea principale della Prince Edward Island Railway da Charlottetown a Summerside attraversava la comunità. Gli ex scali ferroviari della città sono ora riabilitati come luogo turistico, con l'ex stazione ferroviaria di Kensington progettata dall'architetto Charles Benjamin Chappell designata sito storico nazionale del Canada nel 1976.

## Dati demografici
Nel censimento della popolazione del 2021 condotto da Statistics Canada, Kensington aveva una popolazione di 1.812 residenti 865 dei suoi 897 abitazioni private totali, una variazione dell'11,9% rispetto alla popolazione di 2016 di 1.619. Con una superficie di 3.17 km2 (1.22 miglia quadrate),  aveva una densità di popolazione di 571,6/km2 (1.480,5 miglia quadrate) nel 2021.

## Eventi

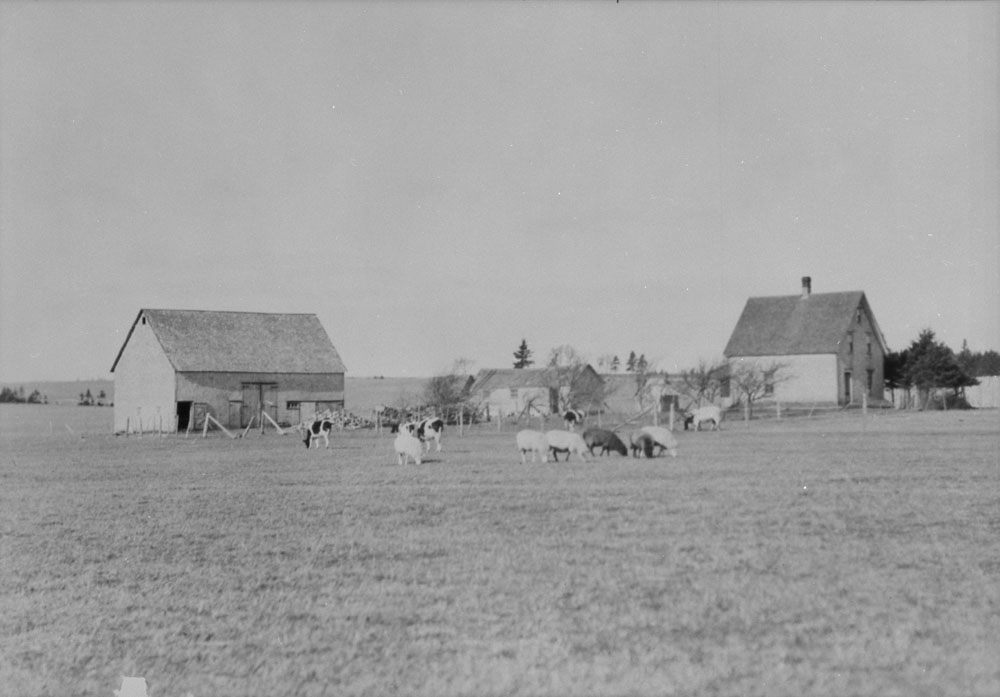
Fattoria a Kensington negli anni '30 (XX secolo)

Oltre ad essere un centro di servizi per le circostanti aree agricole, di pesca e turistiche, Kensington ospita numerosi eventi importanti durante tutto l'anno. Questi includono il Kensington Harvest Festival, il Community Gardens Ambassador Program e molti altri.

## Istruzione

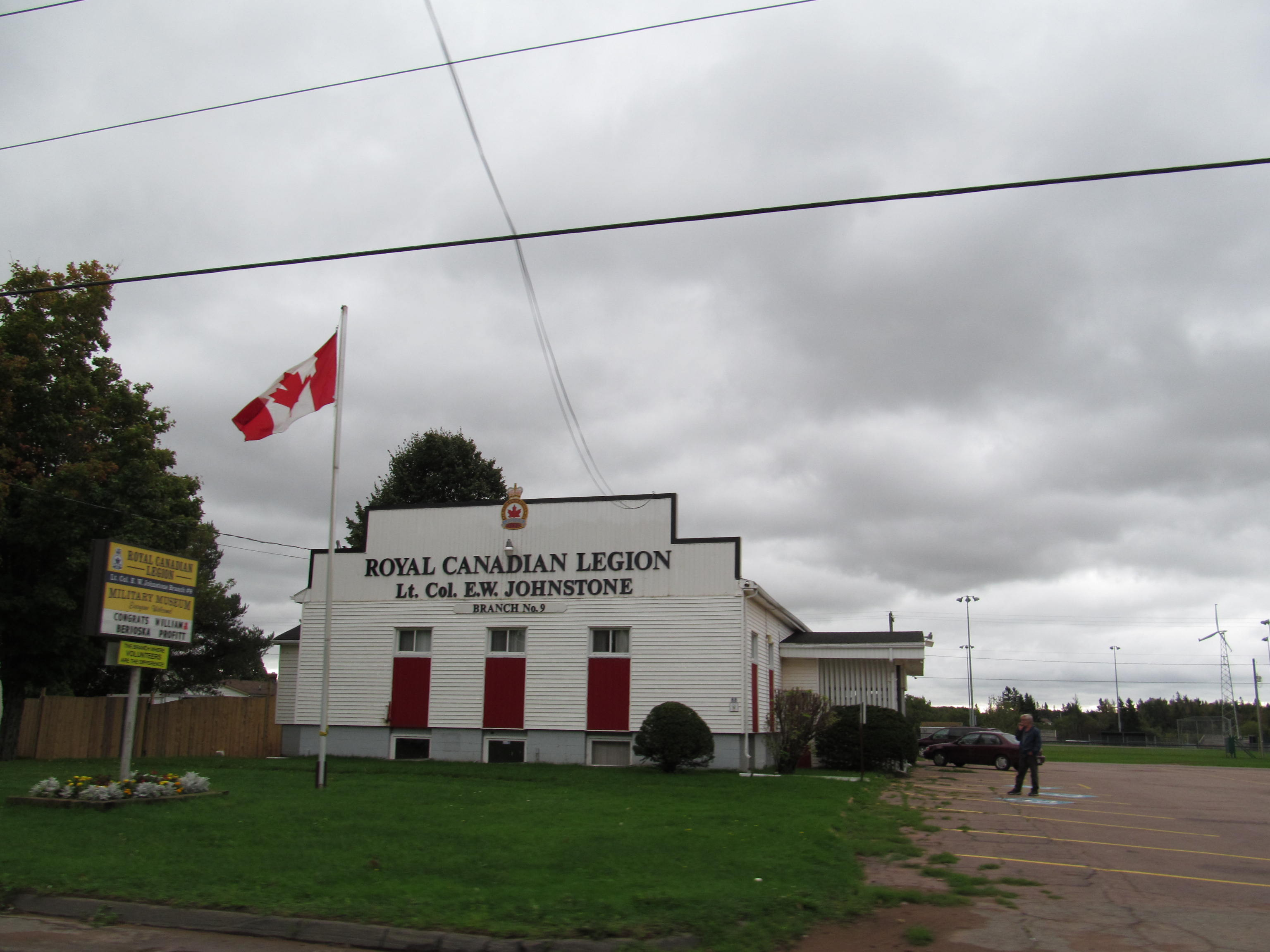
Royal Canadian Legion

Kensington è fornita di centri di istituzione che vanno dalla scuola materna alla secondaria. Fa parte del distretto scolastico dell'English Language School Board (precedentemente parte del Western School Board). A livello prescolare ci sono numerose organizzazioni come Fun Times Kindergarten, Play School, Happy Days Playschool e Kiddietown Day Care.
Kensington ha una scuola elementare, la Queen Elizabeth Elementary. Inaugurata il 3 dicembre 1976, la Queen Elizabeth insegna dall'asilo fino alla sesta elementare. La scuola ha due campi da gioco, il cortile anteriore viene utilizzato per le classi primarie e quello sul retro per le classi dalla 4ª alla 6ª. La scuola contiene un'aula di musica, palestra, sala francese e biblioteca. Molte attività extrascolastiche vengono offerte agli studenti come intramurali: coro, club di scacchi, club di fotografia e altro ancora.
È anche sede della Kensington Intermediate Senior High School che insegna alle classi che vanno dalla settima alla dodicesima. KISH (come viene spesso abbreviata) offre molti programmi e organizzazioni extracurriculari come la Gender Sexuality Alliance, il consiglio studentesco, squadre sportive (ad esempio rugby, calcio, basket e altro), viaggi e turismo, agricoltura (nota comunemente come Aggies), concerti, gruppi jazz e molto altro ancora.